# Franjebakerhaai
De franjebakerhaai of franjewobbegong (Eucrossorhinus dasypogon) is een vis uit de familie van de wobbegongs (Orectolobidae) en behoort derhalve tot de orde van bakerhaaien (Orectolobiformes). De vis kan een lengte bereiken van 125 centimeter. Hij is beschreven door de Nederlandse ichtyoloog Pieter Bleeker.

## Leefomgeving
De franjebakerhaai is een zoutwatervis. De soort komt voor in de Grote en Indische Oceaan op dieptes tussen 0 en 40 meter.

## Relatie tot de mens
In de hengelsport wordt weinig op de vis gejaagd.
Voor de mens kan de franjebakerhaai gevaarlijk zijn; hij kan een mens flink verwonden.